# Alona Szkrum
Alona Iwaniwna Szkrum, ukr. Альона Іванівна Шкрум (ur. 2 stycznia 1988 w Kijowie) – ukraińska polityk i prawniczka, posłanka do Rady Najwyższej.

## Życiorys
W 2010 ukończyła prawo na Kijowskim Uniwersytecie Narodowym im. Tarasa Szewczenki. Następnie do 2012 kształciła się na Université Panthéon-Sorbonne oraz w Trinity Hall na Uniwersytecie Cambridge.
Pracę zawodową rozpoczęła jako doradca posłanki Iryny Heraszczenko. Później była ekspertem i partnerem wykonawczym w organizacji pozarządowej. W trakcie Euromajdanu współtworzyła i została dyrektorem grupy „Ukrajina 2020” skupiającej ukraińskich absolwentów brytyjskich uczelni.
Przed wyborami parlamentarnymi w 2014 przyjęła propozycję kandydowania do parlamentu z piątego miejsca na liście krajowej Batkiwszczyny. W wyniku głosowania z 26 października 2014 uzyskała mandat posłanki VIII kadencji. W 2019 z powodzeniem ubiegała się o reelekcję.